# 6-та піхотна дивізія (Фінляндія)
6-та піхотна дивізія (фін. 6. divisioona) — піхотна дивізія фінської армії за часів Другої світової війни. Дивізія брала активну участь у бойових діях у ході «Зимової» та «Війни-продовження».

## Зміст

### Війна-продовження
1 липня німецьке XXXVI командування особливого призначення за підтримки 6-ї фінської піхотної дивізії армії «Норвегія» завдали другого удару у смузі 14-ї армії на кандалакському напрямку. Дії командування підтримували 2-га танкова рота 40-го і 211-й танкові батальйони особливого призначення, в яких налічувалося близько 100 танків. Їм протистояли дві стрілецькі дивізії: 122-га та 104-та, а також щойно перекинута з-під Пскова 1-ша танкова дивізія Героя Радянського Союзу генерал-майора Баранова В. І..

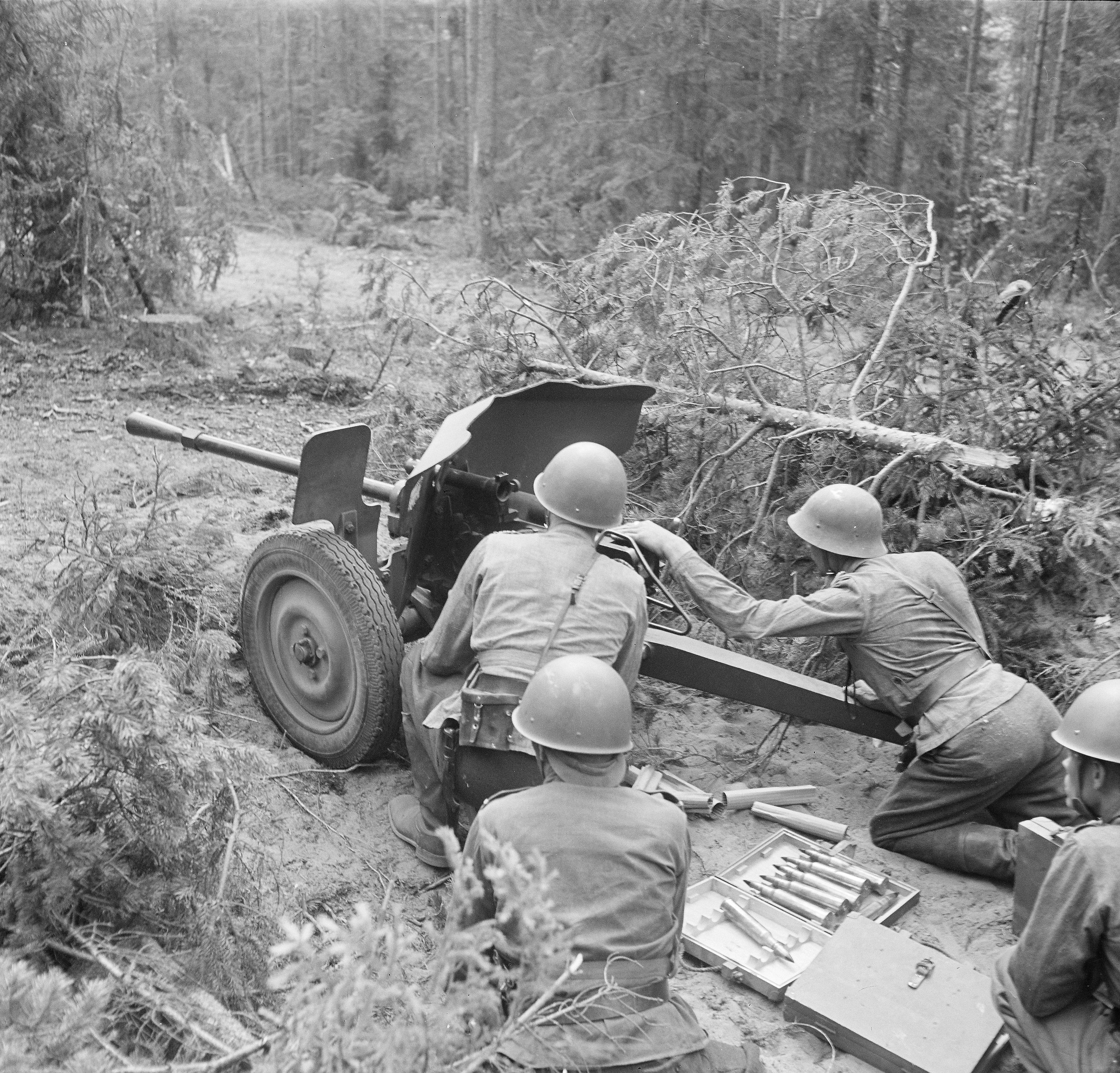
Фінські артилеристи ведуть вогонь з французької 25-мм протитанкової гармати SA-L. 25 липня 1941

Ударне угруповання німців намагалося прорватися фронтальним ударом на Саллу, у той час, як фінська 6-та дивізія мала намір широким обхідним маневром обійти радянські позиції з півдня та вийти до Алакуртті та Кайрали. Тим часом фінський III корпус, який займав позицію на правому фланзі армії «Норвегія», утримував 96-кілометровий фронт між Куусамо і Суомуссалмі.
10 липня 1941 року атаки німецької 169-ї піхотної дивізії були відбиті. Так само був відбитий наступ одного полку фінської 6-ї піхотної дивізії, який перерізав автомобільну дорогу і залізницю в 5 кілометрах східніше Кайрали. Тоді німецьке командування вирішило силами 169-ї піхотної дивізії за підтримки підрозділів фінської 6-ї піхотної дивізії оточити радянські війська в Кайрали. Однак, 24 липня 1941 року німецькі та фінські частини, потрапивши під контрудар радянських військ, які щойно отримали підкріплення, відступили і більш спроб вибити радянські війська з Кайрали не вживали, подальший наступ на цьому напрямку був припинений.
Німецько-фінські війська, просунувшись на відстань 21 кілометр, свої завдання не виконали. Німецьке командування воліло зосередити свої зусилля ще південніше, на напрямку Кестеньга — Лоухі, оскільки там порівняно швидко розвивався наступ військ фінського 3-го армійського корпусу.
Протягом місяця командування німецько-фінських військ здійснило перегрупування своїх військ та сконцентрувало у смузі 6-ї фінської піхотної дивізії майже всі наявні сили та артилерію і 19 серпня 1941 року розпочало наступ. 20 серпня німецько-фінські війська перерізали шосе і залізницю між озером Нурми і горою Нурми. До 22 серпня 1941 року частини 122-ї та 104-ї стрілецьких дивізій були майже оточені й почали вихід з оточення раніше невідомою для противника дорогою на північ від озера, одночасно ведучи важкі ар'єргардні бої за коридор.
З 6 вересня 1941 року німецька 169-та піхотна дивізія на півночі й фінська 6-та піхотна дивізія на півдні почали штурм радянських позицій на рубежі річки Войта. За винятком одного полку 169-ї піхотної дивізії, який зумів з півночі вийти до підступів висоти біля озера Верхній Верман, інших успіхів атакуючі не досягли. Втім полк, який прорвався, зав'яз у боях за висоту і лише 10 вересня 1941 роки зумів її захопити.